# Conchoespiral

En matemàtiques, una conchoespiral és una espiral tridimensional. En coordenades cilíndriques, es descriu per les equacions paramètriques:
{\displaystyle r=\mu ^{t}a}
{\displaystyle \theta =t}
{\displaystyle z=\mu ^{t}c.}
La projecció d'una conchoespiral sobre el pla (r, θ) és una espiral logarítmica.